# ホサロン
ホサロン（英: Phosalone）は有機リン系殺虫剤（殺ダニ剤）の一種。

## 用途
フランスのローヌ・プーラン社が開発した殺虫剤で、日本では1965年12月21日に農薬登録を受けた。「ルビトックス」などの商品名で果樹や茶のハダニやアブラムシの駆除に使われる。ヨーロッパでは、2006年12月に欧州連合による農薬登録を取り消されている。

## 安全性
日本の毒物及び劇物取締法では、2.2%以下の製剤を除き劇物に分類される。半数致死量（LD50）はラットへの経口投与で85mg/kg、ラットへの経皮投与で390mg/kg。一日摂取許容量（ADI）は、2001年の厚生労働省による再評価で0.006mg/kg/dayから0.002mg/kg/dayに変更された。弱いコリンエステラーゼ阻害剤としての作用を持つ。経口・吸入だけでなく皮膚からも吸収され、摂取すると縮瞳や唾液分泌過多、多量発汗、胸部圧迫感、肺水腫、痙攣、失禁など有機リン化合物特有の中毒症状を発症する。可燃性であり、燃焼や加熱による分解でリン酸化物や硫黄酸化物、窒素酸化物などを含む有害なガスを生じる。水生生物に対し強い毒性を持つ。